# Fine (muziek)
Fine is het Italiaanse woord voor "einde". De term wordt gebruikt in de muziek, om een slot dat midden in de compositie staat aan te geven. Aan het einde van de genoteerde partituur staat dan iets als Da Capo of dal Segno.
Een stuk begint bijvoorbeeld met het thema, en daarna een strofe. Na de strofe eindigt de bladmuziek, en daar staat een Da Capo al Fine (vanaf het begin tot Fine) of Dal Segno al Fine (vanaf het teken tot aan Fine). 
Als er een Coda (slotdeel) aanwezig is - meestal aangegeven met een coda-teken - dan geeft Fine impliciet aan dat na deze aanduiding het coda gespeeld dient te worden. Soms wordt in plaats van fine de term al Coda geschreven.

## Andere technieken met Fine
In de muziek vinden we ook technieken die iets van de Fine-techniek weg hebben terug. Zo heb je bijvoorbeeld het verzendingsteken. Hierbij wordt de Da capo al fine vervangen door een verzendingsteken en wordt op de plaats waar de herhaling moet beginnen een tweede verzendingsteken geplaatst. Ook hier wordt Fine geplaatst bij het definitieve einde.
Een voordeel van deze techniek is dat men zo naar om het even welke plaats kan verwijzen, terwijl men met Da Capo altijd naar het begin van het werk verwijst.